# 음악취향Y
음악취향Y는 대한민국의 음악 웹진이다. 2006년 평론가 조일동에 의해 몇몇 평론가들로 구성되어있는 네이버 카페 형식으로 비공식적으로 창간된 것이 시초이며, 이후 2014년 공식 웹진으로 창간되었다. 편집장 조일동은 한국대중음악상의 주요 심사위원으로 활동 중이다. 필진들은 2007년 한국대중음악 100대 명반, 2018년 한국 대중음악 명반 100 모두 선정위원으로 참여한 바 있다.